# Kimmo Hakola
Kimmo Hakola, född 27 juli 1958 i Jyväskylä, är en finländsk kompositör. 
Hakola studerade vid Sibelius-Akademin för Einojuhani Rautavaara, Eero Hämeenniemi och Magnus Lindberg. Åren 1986–1987 var han ordförande för Korvat auki. Hans kompositioner, där postseriella tekniker blandas både med folkliga och med arkaiserande tongångar, omfattar huvudsakligen verk för soloinstrument, såsom Capriole för basklarinett och cello (1991) prisbelönt av Unesco 1993, en kammarkonsert för Avanti! (2002) samt en konsert för kantele (2003). Hakola har även komponerat operor, såsom Marsin mestarilaulajat och Sinapinsiemen (båda 2000).